# Octávio Merlo Manteca
Octávio Merlo Manteca, conosciuto come Octávio (Rio de Janeiro, 29 dicembre 1993), è un calciatore brasiliano, centrocampista della Lokomotiv Sofia.

## Caratteristiche tecniche
È un trequartista dotato di un fisico slanciato, abbina qualità e quantità.

## Carriera
Ha iniziato la sua carriera nelle giovanili del Botafogo, affermandosi come uno dei calciatori più promettenti della squadra juniores. Ha fatto il suo esordio in prima squadra nella partita Campionato Carioca 2013, mentre ha segnato il suo primo gol nella vittoria per 2-1 contro il Criciúma, valida per il Campeonato Brasileiro 2013.
L'anno successivo non viene utilizzato con continuità a causa di dissidi con l'allenatore Eduardo Hungaro e il 10 marzo 2014 viene ceduto in prestito all'ABC.
Il 7 luglio 2014 viene acquistato dalla Fiorentina con la formula del prestito con diritto di riscatto fissato a 2 milioni di euro.
Il 27 giugno 2015 torna al Botafogo, non essendo stato riscattato dal club gigliato.
Nel giugno 2016 viene ceduto al Tupi, squadra dello Stato del Minas Gerais, fino alla fine della stagione.
Il 6 gennaio 2017 il giocatore si trasferisce ufficialmente al Volta Redonda in prestito annuale. Per il club, scenderà in campo solo per disputare 10 gare nel Campionato Carioca, segnando anche 3 reti.
A luglio 2017 si trasferisce direttamente in Belgio, accasandosi al Beerschot VA. Ha lasciato il club nell'agosto 2018 e nel gennaio 2019 è passato al Perilima.
Nel gennaio 2020 si trasferisce al Beroe, club militante nella prima divisione bulgara. Il 26 luglio 2021 il giocatore viene ceduto alla Lokomotiv Sofia, neopromossa in massima divisione. Il 1º luglio 2022 si accasa a titolo definitivo al CSKA 1948 Sofia.
Il 23 luglio 2023 passa ufficialmente in prestito agli azeri del Sumqayıt.